# 良烏縣
良烏縣為緬甸曼德勒省轄下的縣，其區域面積為1,458.9平方公里，2014年人口239,947人。該縣僅分1個鎮區，即良烏鎮。良烏為該縣之首府。

## 鎮區
以下為良烏縣的鎮區：
- 良烏鎮（Nyaung-U Township）